# Asaphocrita obsoletella
Asaphocrita obsoletella is een vlinder uit de familie spaandermotten (Blastobasidae). De wetenschappelijke naam is voor het eerst geldig gepubliceerd in 1947 door Krogerus.
De soort komt voor in Europa.